# 卡尔·赖内克
卡尔·海因里希·卡尔斯滕·赖内克（德語：Carl Heinrich Carsten Reinecke，1824年6月23日—1910年3月10日) ，德国作曲家， 音乐教育家。生于当时丹麦境内，后曾任克里斯蒂安八世的宫廷钢琴家。1851年到科隆音乐学院任教，1860年任莱比锡布商大厦管弦乐团指挥，同时任莱比锡音乐学院教职，培养了大批作曲家。1904年，他留下了自动钢琴录音，是最早留下录音的钢琴家。赖内克在任教之余，也创作了许多作品，最著名的有长笛奏鸣曲《水妖》等。

## 作品節選
室內樂
- 小提琴奏鳴曲，作品116
- 第1號大提琴奏鳴曲，作品42
- 第2號大提琴奏鳴曲，作品89
- 第3號大提琴奏鳴曲，作品238
- 长笛奏鸣曲《水妖》，作品167
- 第1號鋼琴三重奏，作品38
- 第2號鋼琴三重奏，作品230
- 弦樂三重奏，作品249
- 鋼琴四重奏，作品34
- 鋼琴四重奏，作品272
- 第2號弦樂四重奏，作品30
- 第3號弦樂四重奏，作品132
- 第4號弦樂四重奏，作品211
- 鋼琴五重奏，作品83
- 管樂六重奏，作品271

交響曲
- 第1號交響曲，作品79
- 第2號交響曲，作品134
- 第3號交響曲，作品227

協奏曲
- 第1號鋼琴協奏曲，作品72
- 第2號鋼琴協奏曲，作品120
- 第3號鋼琴協奏曲，作品144
- 第4號鋼琴協奏曲，作品254
- 小提琴協奏曲，作品141
- 豎琴協奏曲，作品182

## 外部連結
- 卡尔·赖内克的免费乐谱，由国际乐谱典藏计划提供